# Anatona
Anatona is een geslacht van kevers uit de familie bladsprietkevers (Scarabaeidae). Het geslacht werd voor het eerst wetenschappelijk beschreven in 1842 door Burmeister.

## Soorten
- Anatona alboguttata Burmeister, 1842
- Anatona castanoptera Burmeister, 1842
- Anatona selousi Janson, 1917
- Anatona stillata (Newman, 1838)